# Kis Béla (biológus)
Kis Béla (Nagyenyed, 1924. február 15. – Budapest, 2003. november 28.) biológus, egyetemi oktató, természettudományi szakíró. Kis Emese nyelvész férje.

## Életútja
Szülővárosában, a Bethlen Gábor Kollégiumban végzett (1943), a Bolyai Tudományegyetemen szerzett diplomát (1950), a biológiai tudományok doktora (1967). Pályáját mint tanársegéd az egyetemen kezdte, itt, majd az egyesített Babeș-Bolyai Egyetemen adjunktus nyugalomba vonulásáig (1984).

## Szakírói munkássága
Első írását a Comunicările Academiei RPR közölte (1957). Közel száz, különböző rovarcsoportokkal kapcsolatos rendszertani, faunisztikai és állatföldrajzi dolgozatával (1958–88) a Babeș-Bolyai Egyetem, a bukaresti Grigore Antipa Természetrajzi Múzeum, a nagyszebeni Brukenthal Múzeum, a nagyváradi és marosvásárhelyi múzeum, valamint a Duna-delta, Vaskapu, Olténia állatvilágát tanulmányozó intézmények és kiadványok munkatársa; értekezései jelentek meg a Rovartani Közlemények (Budapest), a drezdai Állattani Múzeum Reichenbachia című kiadványa hasábjain, továbbá müncheni, svájci, lengyel és szovjet szakfolyóiratokban. A Fauna RSR köteteiben Neuroptera (Carol Nagler és Constantin Mândru társszerzők, 1970), Plecoptera (1974) és Heteroptera (1984) című tanulmányaival szerepelt.

## Egyetemi jegyzetei
- Állattani gyakorlatok. Gerinctelenek. I. 1. kötet (1981), 2. kötet (1983)
- Állattan I. Gerinctelenek. 1. kötet (társszerző Matie Zachiu, 1983)
- Gerinctelenek II. (románul 1986)